# Derris tinghuensis
Derris tinghuensis là một loài thực vật có hoa trong họ Đậu. Loài này được P.Y.Chen miêu tả khoa học đầu tiên.